# Polytrichidae
Polytrichidae é uma sub-classe de plantas não vasculares pertencente à classe Bryopsida.